# Ostphalien

Répartition géographique du bas allemand ; la région 7 correspond à l'étendue de l’ostphalien.

L’ostphalien (en allemand : Ostfälisch) est un dialecte bas allemand occidental parlé dans la Land de Basse-Saxe du Nord de l'Allemagne, au Sud-est d'une ligne qui passe approximativement entre les villes d’Uelzen, Celle, Hanovre, Stadthagen et Bückeburg. L'aire linguistique zone comprend notamment la partie sud de la lande de Lunebourg ainsi que les environs de Hanovre, Hildesheim, Brunswick et Göttingen, mais également les zones voisines du Harz et de la Magdeburger Börde en Saxe-Anhalt. Elle correspond au prolongement historique de la région d'Ostphalie remontant à la Saxe médiévale.

## Présence
Contrairement au bas saxon septentrional, parlé à Brême et à Hambourg, qui s'emploie toujours plus à la télévision et à la radio, l'ostphalien est de moins en moins utilisé et seules les personnes âgées s'en servent dans le cadre familial ou amical.
Le mot « osphalien » a été créé au XIXe siècle, où il a été pour la première fois écrit et établi comme langue germanique. 
La langue ostphalienne est relativement difficile à comprendre pour les autres régions germaniques. Ceci est dû à la présence de mots inhabituels et aux changements de prononciations qui peuvent varier d'un village à l'autre. Par exemple, le mot aber (qui signifie « mais » en français) peut s'employer de trois manières différentes : aver, åver et obber. C'est pour cela que l'ostphalien est parfois difficile à écrire.